# Pallacanestro Trieste 2004 2012-2013
Questa voce raccoglie le informazioni riguardanti la Pallacanestro Trieste nelle competizioni ufficiali della stagione 2012-2013.